# Joseph-Octave Dion
Joseph-Octave Dion (Chambly, 9 mai 1838 - Chambly, 12 février 1916) était un journaliste et conservateur de monuments historiques. Il a travaillé à la restauration du fort Chambly.

## Biographie
À 18 ans, il quitte Chambly et devient journaliste à Montréal, au Nouveau-Monde; le journal est catholique et conservateur.
Ses articles encouragent le respect des autorités religieuses et civiles; ils favorisent le retour à la terre pour contrer l’exode des Canadiens vers la Nouvelle-Angleterre.
Dion retourne à Chambly en 1866, il deviendra  le premier gardien du fort Chambly.
Dion entreprend de faire connaître sa ville natale. Une statue à la mémoire de Salaberry est dévoilée en 1881; Dion s’était fait le promoteur du projet, dans toute la province.

### Restauration dufort Chambly

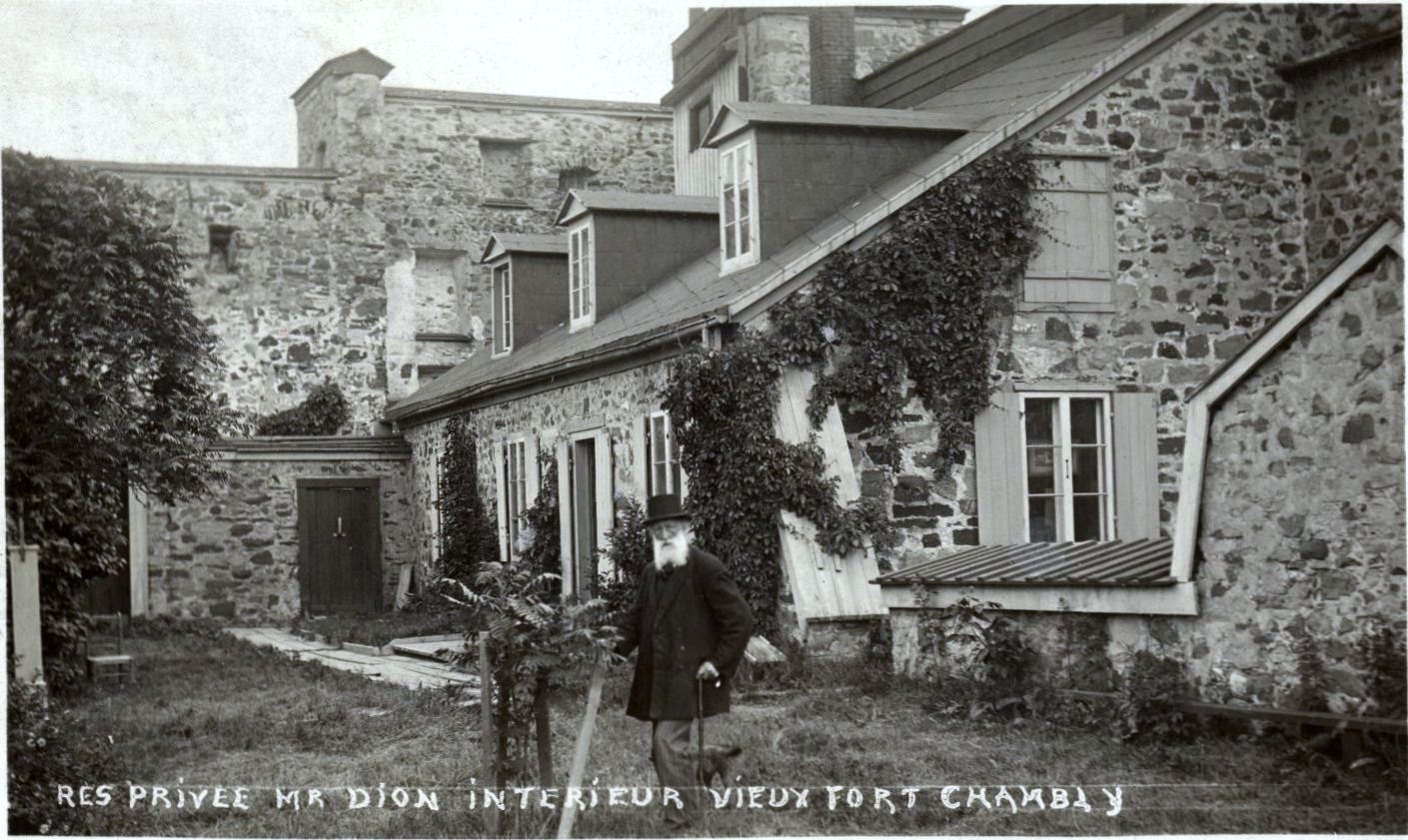
Résidence privée de monsieur Dion dans le vieux fort Chambly

Le jour de l’inauguration, il persuade les autorités canadiennes de restaurer le vieux fort abandonné par l’Armée britannique depuis 1851.
C’est là qu’il recevra, trente-cinq ans durant, les visiteurs venus l’entendre raconter l’histoire de Chambly.
Dion vient habiter le fort Chambly où il entreprend des travaux de restauration que le gouvernement canadien encourage et supporte.
À chaque année, à la Saint-Louis, Dion reçoit les citoyens de Chambly dans les jardins du fort; il a fondé le Cercle Saint-Louis pour encourager le sentiment patriotique chez la jeunesse. Des artistes laissent des œuvres à son petit musée.
Le Canada de l’époque découvrait son patrimoine. Chambly devenait le reliquaire du Régime français au Canada.
Dion devenait un des premiers conservateurs des monuments historiques au Canada.
Il meurt en 1916.
Le fonds d'archives J. O. Dion est conservé au centre d'archives de Montréal de Bibliothèque et Archives nationales du Québec.